# Diffenébrücke

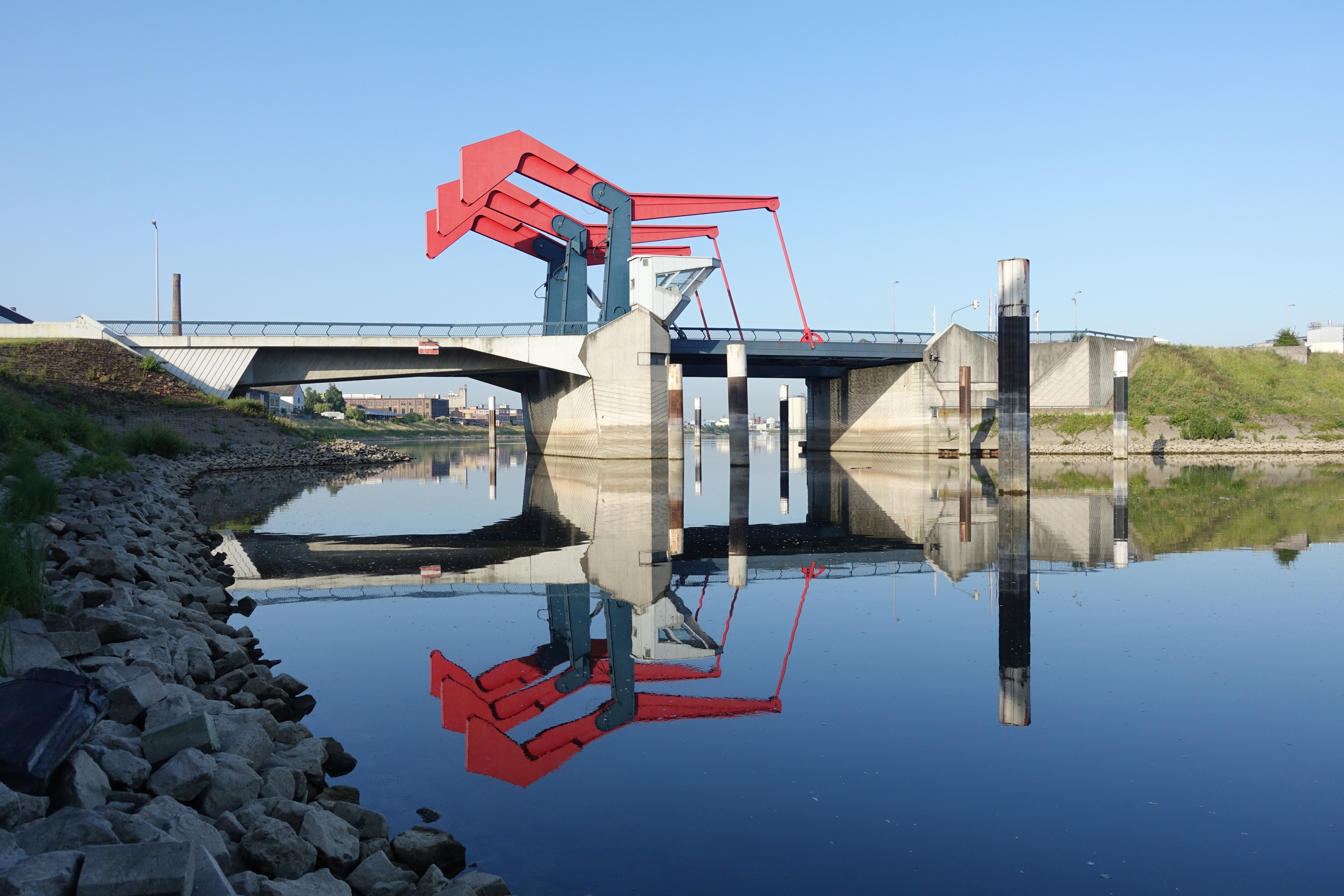
Diffenébrücke, Blick von Norden

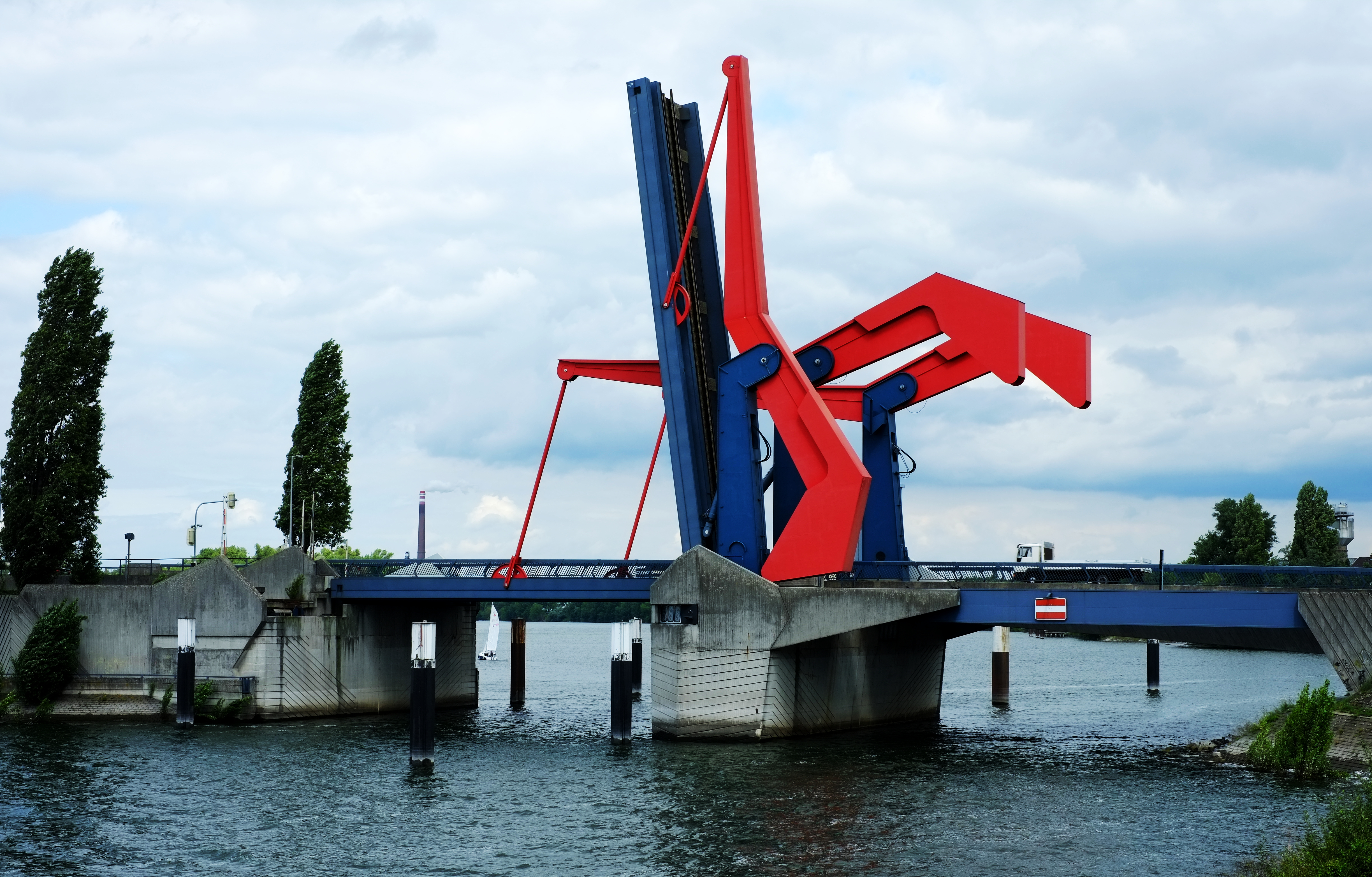
Bahnbrücke hochgeklappt, Straßenbrücke geschlossen

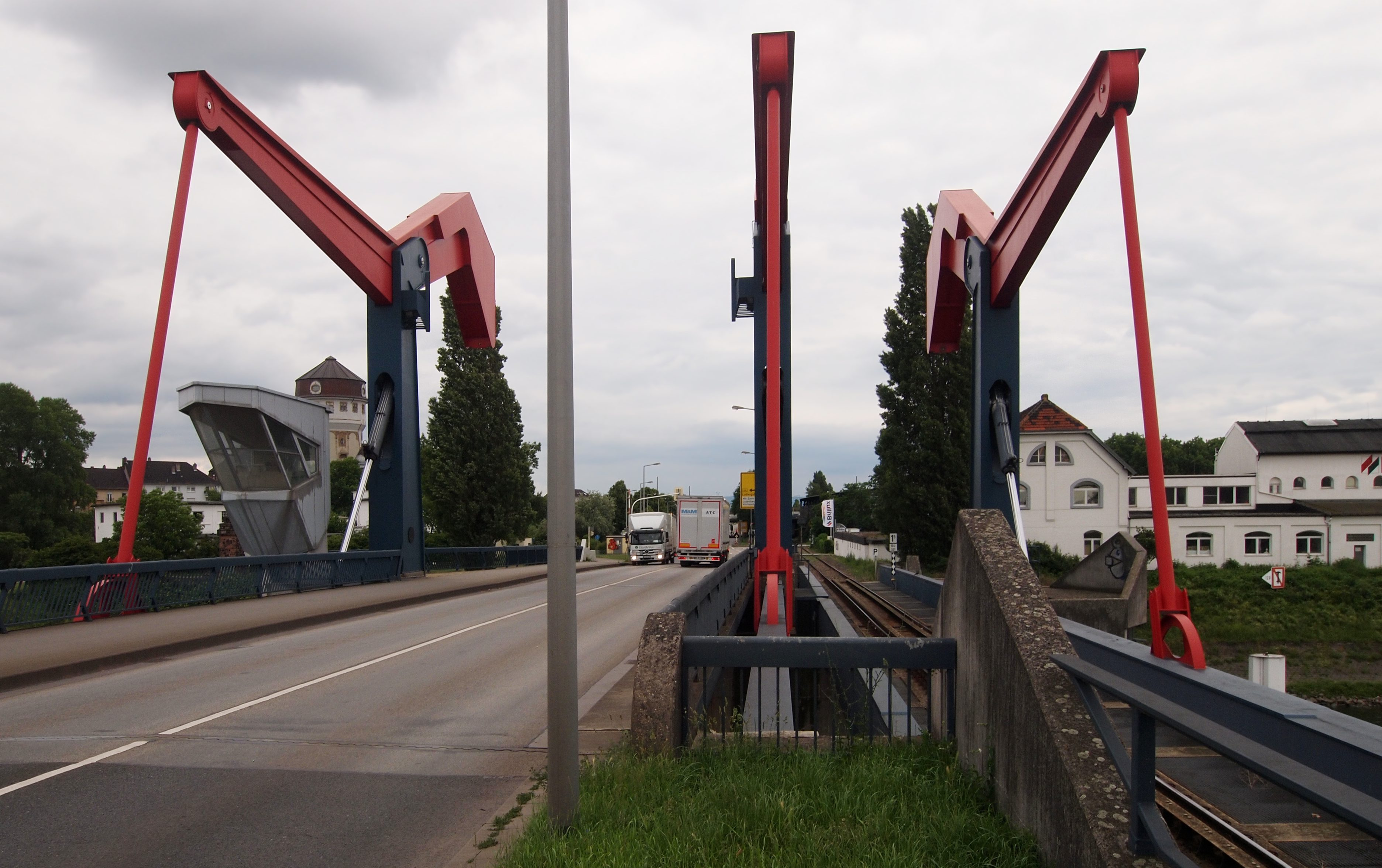
Deckansicht

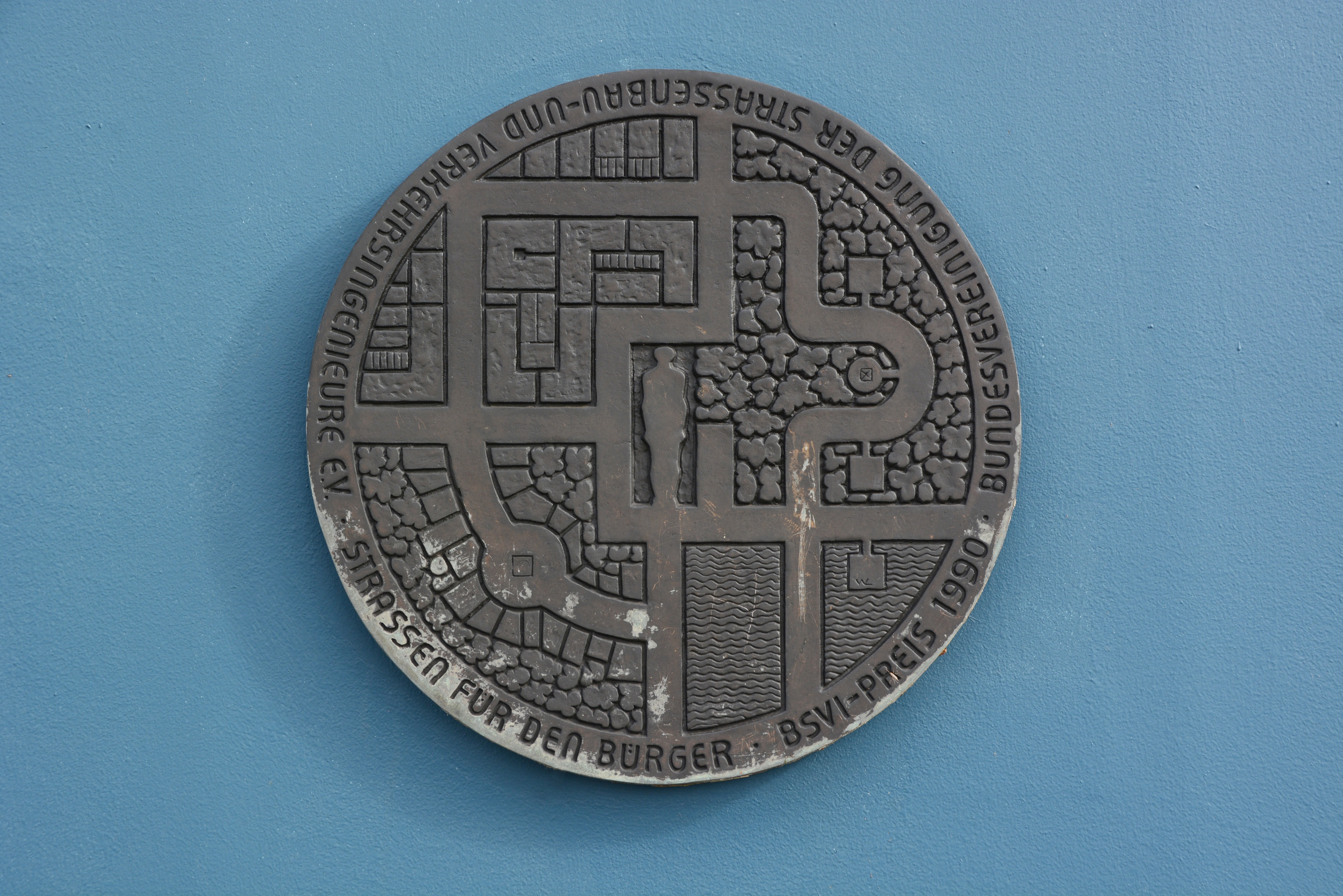
Medaille an der Diffenébrücke zum BSVI-Preis 1990

Die Diffenébrücke ist eine Klappbrücke an der nördlichen Schiffseinfahrt vom Altrhein zum Mannheimer Industriehafen. Sie führt vom Stadtteil Luzenberg auf die Friesenheimer Insel. Benannt wurde sie nach Philipp Diffené, dem Präsidenten der Mannheimer Handelskammer von 1880 bis 1903.

## Geschichte
Die erste Brücke an dieser Stelle wurde 1901/02 errichtet. Um der Schifffahrt auch weiterhin die Einfahrt in den Hafen zu ermöglichen, konnte die Brücke durch eine mechanische Vorrichtung gedreht werden, um so eine Durchfahrt zu öffnen. Die geringe Tragfähigkeit von 12 Tonnen und der durch die Ausmaße der Brücke begrenzte Raum für die Durchfahrt führten bereits in den 1960er Jahren zu Neubauplanungen.
Letztlich entschied man sich für den Neubau von zwei nebeneinander liegenden Klappbrücken, jeweils eine für den Straßen- und den Schienenverkehr. Die neue Diffenébrücke wurde 1988 eingeweiht und dem Verkehr übergeben. Das neue Bauwerk ist durch seine Gestaltung mittlerweile ein Markenzeichen des Industriehafens und wurde 1990 mit einem BSVI-Preis (Bundesvereinigung der Straßenbau- und Verkehrsingenieure) gewürdigt, wie eine am Bauwerk angebrachte Medaille belegt.

## Zustand
Aufgrund von Defekten der Anlagentechnik kann die Klappbrücke seit Anfang 2025 nicht mehr geöffnet werden. Wie es heißt, müsse die gesamte Anlagentechnik der Hydraulikkomponenten sowie die Steuerung erneuert wernden.

## Technische Daten
- Länge: je 28 Meter (Klappbrücke) und je 33 Meter (feste Brücken)
- Breite: 15,6 Meter (Straßenbrücke) und 5,5 Meter (Bahnbrücke)
- Öffnungsdauer: 150 Sekunden
- max. Öffnungswinkel: 82°
- Durchfahrtshöhe Straßenbrücke bei Rheinpegel MA 0: 11,38 m
- Durchfahrtshöhe Eisenbahnbrücke bei Rheinpegel MA 0: 10,60 m